# Gymnasium Ottobrunn
Das Gymnasium Ottobrunn ist ein naturwissenschaftlich-technologisches und neusprachliches Gymnasium in der oberbayerischen Gemeinde Ottobrunn bei München. Das Gymnasium ist für das bundesweite Netzwerk der MINT-EC-Schulen – exzellente MINT-Schulen zertifiziert.

## Geschichte
Das Gymnasium Ottobrunn begann den Unterricht für den ersten Jahrgang im Schuljahr 1969/70 mit fünf Parallelklassen zu je etwa 40 Schülern. Unter der Leitung des Gymnasialprofessors Strelocke unterrichteten fünf hauptamtliche Lehrkräfte, fünf Studienassessoren und fünf Lehrer als Aushilfe. Da sich das eigentliche Gebäude des Gymnasiums noch im Bau befand, fand der Unterricht zunächst in der Grundschule an der Putzbrunner Str. 110 statt, dann in der Grundschule an der Albert-Schweizer-Str. 10.
Am 1. Dezember 1969 begannen die Erdarbeiten für die Errichtung des Gymnasiums Ottobrunn. 22 Monate später konnten Schüler und Lehrer dann das neue Gymnasium Ottobrunn beziehen. Zum Schuljahr 1972/73 konnte der zweite Bauabschnitt fertiggestellt werden.
Am 13. Dezember 1974 fiel ein großer Teil des Südtraktes des Altbaus einem durch Brandstiftung verursachten Feuer zum Opfer. Neben dem großen Schaden an Unterlagen, Zeugnissen und Notenaufzeichnungen entstand dabei ein finanzieller Schaden in Höhe von drei bis vier Millionen DM.
Zum Schuljahr 1975/76 nahm das Gymnasium Neubiberg seinen Betrieb auf und dem Gymnasium Ottobrunn einen Teil der Schüler ab. Ein weiterer Umbau im Gymnasium Ottobrunn wurde im Schuljahr 1976/77 durchgeführt. Dabei werden vor allem Fachräume vergrößert und eine überdachte Pausenhalle geschaffen.
Am 25. Dezember 1976 fiel das Gymnasium Ottobrunn demselben Brandstifter, der auch schon den Brand im Jahr 1974 gelegt hatte, erneut zum Opfer. Dieses Mal entstand ein Schaden in Höhe von 1,5 Millionen DM. Anschließend werden Teile des Gymnasiums zum wiederholten Male wieder aufgebaut.
1977/78 verließen dann die ersten Abiturienten das Gymnasium.
Im Februar 2001 begannen die Arbeiten an Bauteil C, der abermaligen Erweiterung der Schule. Ein dreigeschossiger Anbau mit Klassenzimmern, einem IT-Raum sowie einem Theaterraum entstand in den folgenden Monaten. Um den Bedarf an Sportflächen decken zu können, wurde ebenfalls im Jahr 2001 eine 1-fach-Turnhalle auf dem Schulgelände errichtet. Damit konnte das Gymnasium Ottobrunn auf drei Hallenteile für den schulischen Sportunterricht zugreifen. Sieben Jahre später erfolgte mit dem Bau des Bauteils M die nächste Erweiterung des Schulgebäudes. Damit verfügte das Gymnasium nun über einen eigenen Bereich für die Mittagsversorgung und Räume für die offene Ganztagesschule. 2009 begannen die Bauarbeiten zur Erweiterung des Bauteils C um ein drittes Geschoss, welches aber nur kurz zur Verfügung stand aufgrund notwendiger Sanierungen.
Aufgrund hoher Kosten für eine Sanierung der Bauteile A und B auf den Stand der Technik, entschloss man sich für den Abriss dieser Bauteile und einem Neubau des Schulgebäudes. Der Abriss begann im Frühjahr 2014, so dass im Sommer mit den Arbeiten am Rohbau des neuen Schulgebäudes begonnen werden konnte. Die Fertigstellung des neuen Schulgebäudes erfolgte im Frühjahr 2016. Der Abriss der alten Turnhalle erfolgte im Jahr 2016. Im gleichen Jahr wurden die Bauarbeiten für die neue Dreifachturnhalle begonnen. Diese ging im September 2017 in Betrieb.
Im Juli 2024 – nach 19 Jahren als Schulleiter in Ottobrunn – ging Achim Lebert in den Ruhestand.

## Angebote

### Naturwissenschaft und Technik
Das Gymnasium Ottobrunn ist ein naturwissenschaftlich-technologisches Gymnasium an dem die MINT-Fächer Mathematik, Informatik, Naturwissenschaften und Technik gelehrt werden. Das Gymnasium ist 2014, 2019 und zuletzt 2023 erfolgreich für das bundesweite Netzwerk der MINT-EC-Schulen – exzellente MINT-Schulen – zertifiziert.
Die Robotik AG nahm an mehreren internationalen Wettbewerben teil und qualifizierte sich mehrmals für das First-Lego-League-Finale.

### Sprachen
Das Gymnasium Ottobrunn ist auch ein neusprachliches Gymnasium, an dem die Sprachen Latein, Englisch, Französisch und Spanisch gelehrt werden.

### Musik-Ensembles
Das Gymnasium Ottobrunn hat mehrere Musik-Ensembles.
Im Unterstufenchor singen Schüler der Jahrgangsstufen 5 bis 7. Es werden altersgemäße Stücke geprobt, die an den Schulkonzerten zur Aufführung gelangen. Im Mittelstufenchor singen Schüler ab Jahrgangsstufe 8. Die Stücke aus den Bereichen Klassik, Rock, Pop und Gospel gelangen an den Schulkonzerten zur Aufführung. Im Jahr 2007 wurde  das Vokalensemble gegründet. Es besteht aus Schülern der Oberstufe mit gesanglicher Erfahrung. Gesungen werden anspruchsvolle Stücke der Vokalliteratur, die an den Schulkonzerten zur Aufführung gelangen.
Im Orchester musizieren Schüler der Jahrgangsstufen 5 bis 12, die ein Streich- oder Blasinstrument gut beherrschen. Zur Aufführung bei den Schulkonzerten kommen klassische Werke genauso wie Werke der zeitgenössischen Filmmusik. Im Sinfonischen Blasorchester musizieren Schüler aus den ehemaligen Bläserklassen sowie Schüler, die privat ein Blasinstrument erlernen. Zur Aufführung bei den Schulkonzerten kommen Werke aus den Bereichen Filmmusik, Klassik sowie Rock und Pop.
In der Bigband musizieren Schüler vorwiegend aus den Jahrgangsstufen 8 bis 12, die eines der folgenden Instrumente gut beherrschen: Saxophon (Alt-/Tenor-/Bariton-), Posaune, Euphonium, Horn, Trompete, Klavier, Schlagzeug, E-Bass, E-Gitarre. Zur Aufführung bei den Konzerten kommen Werke aus den Bereichen Swing, Latin und Rock.

## Förderverein
Der Förderverein Gymnasium Ottobrunn e. V. steht seit 1966 an der Seite der Schulfamilie, um die Schule und alle Schüler zu unterstützen. Die Mitglieder und Förderer bestehen aus Eltern, Firmen aus Ottobrunn, Lehrern und Alumni. Die Finanzierung läuft hauptsächlich über Mitgliedsbeiträge. Beantragung von Mitteln sowie der Mitgliedsbeitritt sind online möglich.